# Vorum
Vorum var ett åländskt Death metal-band från Mariehamn som bildades i 2008 ur gruppen Haudankaivaja (2006–2008). 2013 släppte gruppen sitt första fullängdsalbum, Poisoned Void . Bandet splittrades 2018.

## Medlemmar
Senaste medlemmar
- John Finne – basgitarr (?–2018)
- Mikko Josefsson – trummor (2008–2018)
- Matti Jalava – gitarr (2008–2018)
- Jonatan Johansson – gitarr, sång (2008–2018)
- H. Death (Hampus Johansson) – gitarr (?–2018)

## Diskografi
Studioalbum
- Poisoned Void (2013)

EP
- Grim Death Awaits (2009)
- Current Mouth (2015)

Annat
- Profane Limbs of Ruinous Death (delad singel med Vasaeleth) (2010)